# Зоран Вуковић
Зоран Вуковић (Сомбор, 27. јули 1947 — Београд, 15. март 2011) био је српски сликар и професор Факултета ликовних уметности Универзитета уметности у Београду.

## Биографија
Студирао је сликарство на Академији ликовних уметности у Београду од 1969. до 1974. године у класи проф. Стојана Ћелића. Магистрирао је код истог професора 1977, а 1978. је изабран за асистента за предмете сликање и цртање. На том факултету је прошао сва универзитетска звања и 1995. је постао редовни професор.
Као стипендиста Британског савета боравио је у Лондону од 1980. до 1981, где је завршио послемагистарске студије сликарства и графике на Уметничкој школи Сент Мартин (енгл. St' Martin's School of Art). Као гостујући професор предавао је на State University of New York у Олбанију (САД, 1989) и на Heriot-Vot универзитету у Единбургу (Велика Британија) 1992. године.
Био је продекан Факултета ликовних уметности од 1987. до 1992, проректор Универзитета уметности у Београду од 1997. до 2000, декан Факултета ликовних уметности у Београду од 2010. године.
Излаже од 1972. године. Приредио је 35 самосталних изложби у земљи и иностранству и учествовао на више од 300 групних изложби у земљи и иностранству.
Од 1975. био је члан, а од 1987. до 1992. године председник Удружења ликовних уметника Србије.
Био је уредник визуелног програма 'Арт ТВ' - канала културе, Београд, од 1992. до 1993. године.

## Стваралаштво
Место Зорана Вуковића у српском сликарству друге половине 20. века и почетка трећег миленијума ликовна критика је препознала као јасан ауторски допринос у актуелним кретањима и оно је увршћено у многе публикације и историјске прегледе те заузима место у најзначајнијим јавним збиркама. Доследно привржен апстрактном ликовном изразу, Вуковић је остварио обиман и упечатљив опус. Сликарство му је препознатљиво по снажном личном печату заснованом на интензивној гестуалности, изразитом колоризму и геометријском апстраховању природних форми од којих је полазио. Кретао се у цикличним сликарским фазама када се често враћао неким својим ранијим стилским и поетичким ставовима. Говорио је како у сликарству ствара 'живе мртве природе'.
Поред сликарства бавио се и цртежом, графиком, мозаиком, илустрацијом, опремом књига, фотографијом.
Био је члан Групе „А“ у Београду.

## Самосталне изложбе (избор)
- 1974 Галерија Коларчевог народног универзитета, Београд
- 1976 Салон Ликовне јесени, Сомбор
- 1977 Галерија Графичког колектива, Београд
- 1981 Галерија Факултета ликовних уметности, Београд
- 1982 Ликовна галерија Кулурног центра Београда, Београд, Изложбени салон Дома ЈНА, Загреб
- 1986 Галерија Дома омладине „Будо Томовић“, Титоград
- 1987 Галерија Коларчевог народног универзитета, Београд
- 1988 Галерија „Галженица“, Загреб
- 1989 Салон Ликовне јесени, Сомбор, Галерија Културног центра Београда, Београд, Галерија „Атриум“, Београд
- 1989 — 1990 Уметничка галерија Народног музеја Крагујевац
- 1990 Галерија „Terra“, Кикинда, Cultural Center „Gamagusta Gate“, Никозија
- 1992 Edinburgh College of Art Gallery, Единбург
- 1993 Ликовна галерија Пирот, Пирот
- 1994 Галерија „Смит“, Будва, Галерија летњиковац „Бућа“, Тиват
- 1994 Спомен дом, Петровац
- 1995 Уметнички павиљон „Цвијета Зузорић“, Београд